# Don McBrearty
Don McBrearty est un réalisateur canadien.

## Filmographie
- 1983 : Boys and Girls
- 1983 : American Nightmare (en)
- 1984 : All the Years
- 1984 : Recherche mercenaire (Coming Out Alive)
- 1985 : Esso
- 1985 : Ray Bradbury présente ("The Ray Bradbury Theater") (série télévisée)
- 1987 : Really Weird Tales (TV)
- 1987 : 21 Jump Street ("21 Jump Street") (série télévisée)
- 1987 : A Child's Christmas in Wales (TV)
- 1988 : Superkid ("My Secret Identity") (série télévisée)
- 1989 : The Private Capital (TV)
- 1989 : Les Contes d'Avonlea ("Road to Avonlea") (série télévisée)
- 1991 : La Chambre secrète ("The Hidden Room") (série télévisée)
- 1992 : L'Odyssée fantastique ("The Odyssey") (série télévisée)
- 1994 : Race to Freedom: The Underground Railroad (TV)
- 1995 : Butterbox Babies
- 1996 : Strangers (série télévisée)
- 1996 : The Haunting of Lisa (TV)
- 1997 : Newton: A Tale of Two Isaacs (TV)
- 1997 : The Arrow (TV)
- 1998 : Émilie de la nouvelle lune ("Emily of New Moon") (série télévisée)
- 1998 : La Légende de Freemont (Riddler's Moon) (TV)
- 1998 : L'École du bonheur ("Little Men") (série télévisée)
- 2000 : Unité 156 ("In a Heartbeat") (série télévisée)
- 2001 : Christy, Choices of the Heart, Part II: A New Beginning (feuilleton TV)
- 2002 : Un coupable à tout prix (The Interrogation of Michael Crowe) (TV)
- 2003 : Mrs. Ashboro's Cat (TV)
- 2003 :  Face à son destin (Sex & the Single Mom) (TV)
- 2004 : Chasing Freedom (TV)
- 2004 : ReGenesis (série télévisée)
- 2005 : La Vie d'une mère (More Sex & the Single Mom) (TV)
- 2005 : Terry (TV)
- 2008 : Miss Yvonne (Accidental Friendship) (TV)
- 2010 : Le Tumulte des sentiments (An Old Fashioned Christmas) (TV)